# Anne Prattová
Anne Prattová (5. prosince 1806 Strood – 27. července 1893 Londýn) byla anglická malířka, známá jako autorka botanických ilustrací.

## Život
Byla dcerou hokynáře a získala pouze základní vzdělání. Kvůli křehkému zdraví se od dětství zdržovala převážně doma a čas si krátila kreslením. Pořídila si herbář, přírodopisné vědomosti získala od rodinného přítele doktora Dodse. Od roku 1826 žila v Londýně a živila se jako ilustrátorka. V roce 1838 vydala v nakladatelství Charlese Knighta svoji první knihu The Field, the Garden, and the Woodland. Později publikovala u náboženské organizace Religious Tract Society. S pomocí grafika Williama Dickese vytvářela barevné litografie podle tzv. Baxterovy metody.
Je autorkou více než dvaceti knih o přírodě určených především laické veřejnosti. Obrázky rostlin doprovázela populárně-naučným výkladem, v němž zmiňovala léčebné využití jednotlivých druhů nebo jejich roli v mytologii. Díky vlně zájmu o zahradničení mezi viktoriánskými dámami získala její tvorba značný komerční úspěch. Vědeckými kruhy však byla Prattová přehlížena pro svůj prostý původ a nedostatek formálního vzdělání.
Prattová se věnovala také ornitologii a její kniha Our Native Songsters se stala vyhledávanou příručkou pro pozorovatele ptáků. Její práce si oblíbila i královna Viktorie. V roce 1866 se provdala za Johna Pearlesse, s nímž žila v Surrey a pak v londýnské čtvrti Shepherd's Bush, kde zemřela ve věku 87 let.

## Galerie

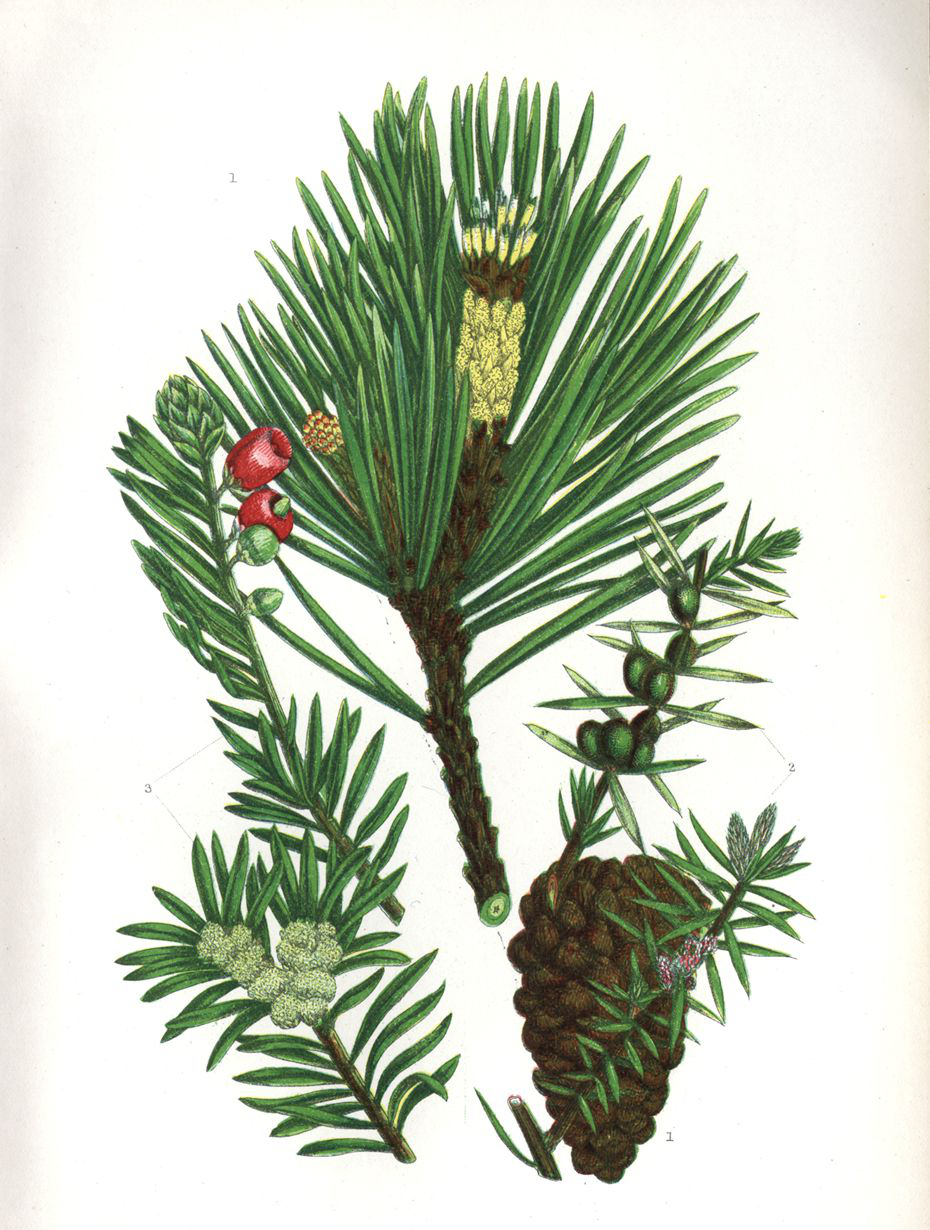
Borovice, jalovec a tis
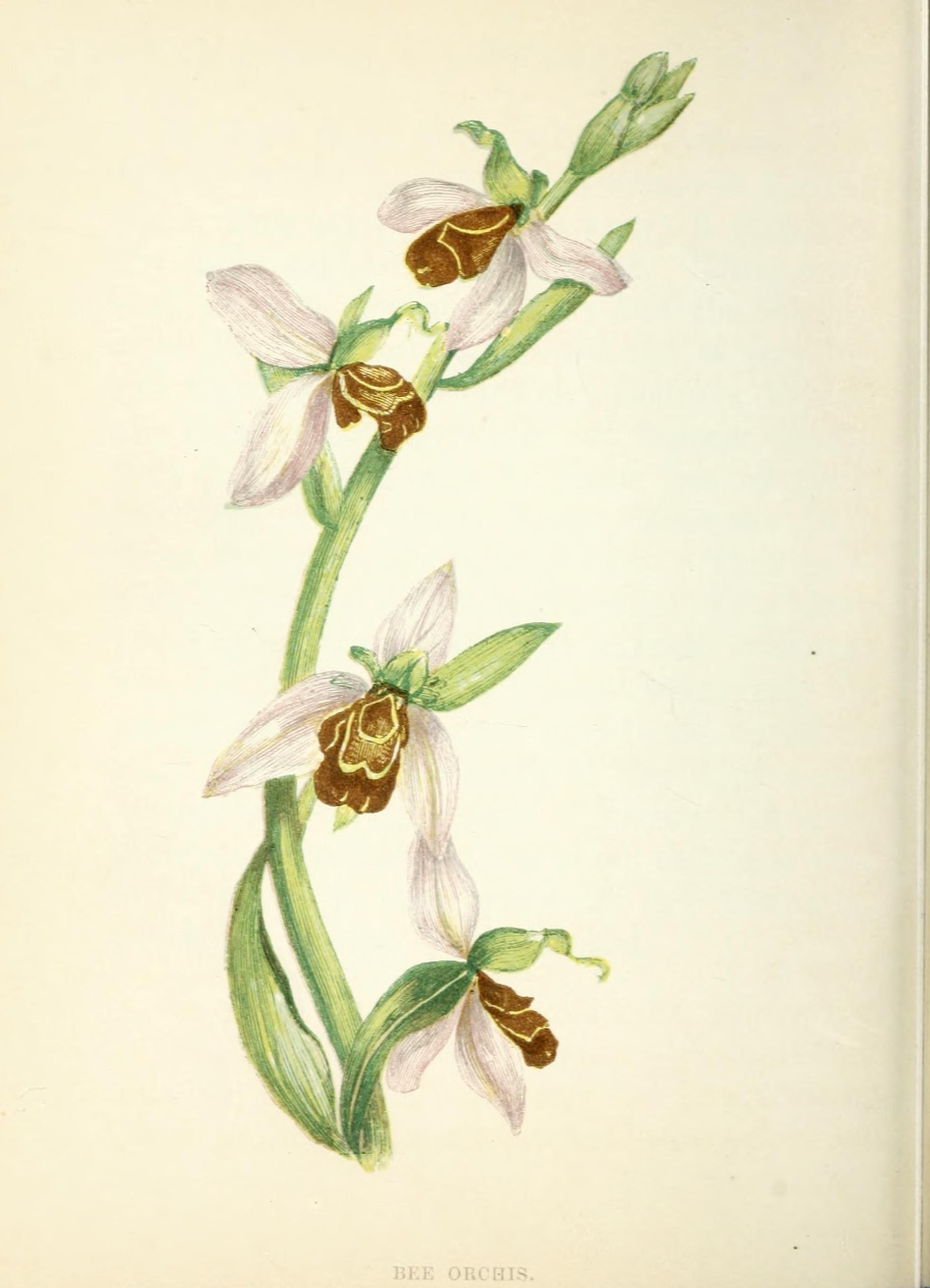
Tořič včelonosný
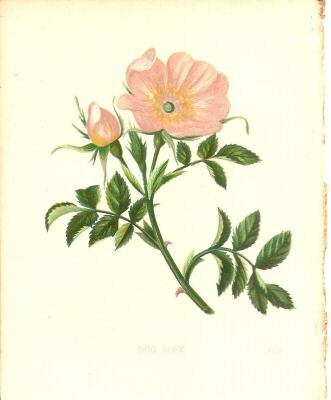
Růže šípková